# Bryan Fuller
Bryan Fuller, född 1969, är en amerikansk manusförfattare och producent.

## Filmografi (i urval)
- 2007–2009 – Pushing Daisies (TV-serie)
- 2013–2015 – Hannibal (TV-serie)
- 2017–2024 – Star Trek: Discovery (TV-serie)